# Djeffara
Koordinaten: 32° 36′ N, 11° 42′ O
Die Djeffara (auch Dschifara oder Al-Jfara, arabisch الجفارة, DMG al-Ǧifāra) ist eine ausgedehnte Ebene, die sich in südöstlicher Richtung über fast 400 km entlang der nordafrikanischen Mittelmeerküste (Kleine Syrte) erstreckt. Sie reicht in etwa von der tunesischen Stadt Gabès bis in die Gegend der libyschen Hauptstadt Tripolis und ist zwischen 30 und 180 km breit. Eine Übergangszone zwischen Wüstensteppe und Küste, wird sie im Westen durch den Djebel Dahar (Tunesien) von den Dünen des Großen Östlichen Erg und im Süden durch den Djebel Nafusah (Libyen) von der Stein- und Geröllwüste Hammada al-Hamra abgeschirmt.

## Küstengebiet
An der Küste gibt es zahlreiche flache Lagunen und die Insel Djerba mit vielen Sandstränden. Eine weitere Besonderheit der küstennahen Bereiche sind weitläufige Salzseen (Sebkhat genannt), wie zum Beispiel Sebkhat Al-Melah, Sebkhat Bou Djemel sowie Sekbkat Al-Adhibat und Al-Martha, der bis zu 50 km ins Landesinnere reicht.

## Klima
Obwohl sie keine fließenden oder dauerhaften Gewässer aufweist, gilt die Djeffara-Ebene durch Stauregen als relativ fruchtbar. Die Winter sind recht mild, die Temperaturen betragen in dieser Zeit 8–12 °C in der Nacht und ca. 16–20 °C am Tag. Durchschnittlich fallen etwa 250 bis 400 mm Niederschlag im Jahr, was in etwa 30–50 Regentagen entspricht (November bis März). Die Regenmenge nimmt mit zunehmender Entfernung von der Küste ab, und mit ihr auch die Fruchtbarkeit des Bodens. 
Die Sommer sind heiß und sehr trocken, mit Tagestemperaturen von 30 bis 35 °C und Spitzenwerten von bis zu 46 °C, wenn Wüstenwinde (in Libyen die Ghibli oder in Tunesien die Chehili) die Küste erreichen.

## Landwirtschaft

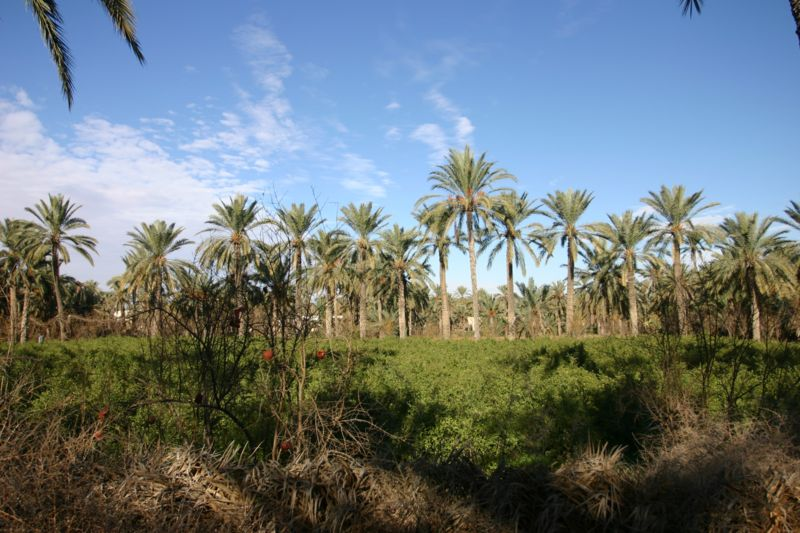
Palmen in Gabés

In der tunesischen Djeffara werden vor allem Oliven und Gemüse angebaut. Die landwirtschaftlichen Produkte sind sowohl für den Eigenbedarf bestimmt, als auch für den Export. Auf der libyschen Seite findet man Zitrusfruchtplantagen, aber auch Olivenhaine. 
In einigen Gegenden werden auch Datteln angebaut, etwa in Gabès oder in manchen Orten am Rande des Djebel Nafusah. Da die umliegenden Gegenden eher lebensfeindlich und extrem karg sind, kommt der Djeffara große landwirtschaftliche Bedeutung zu.

## Tourismus

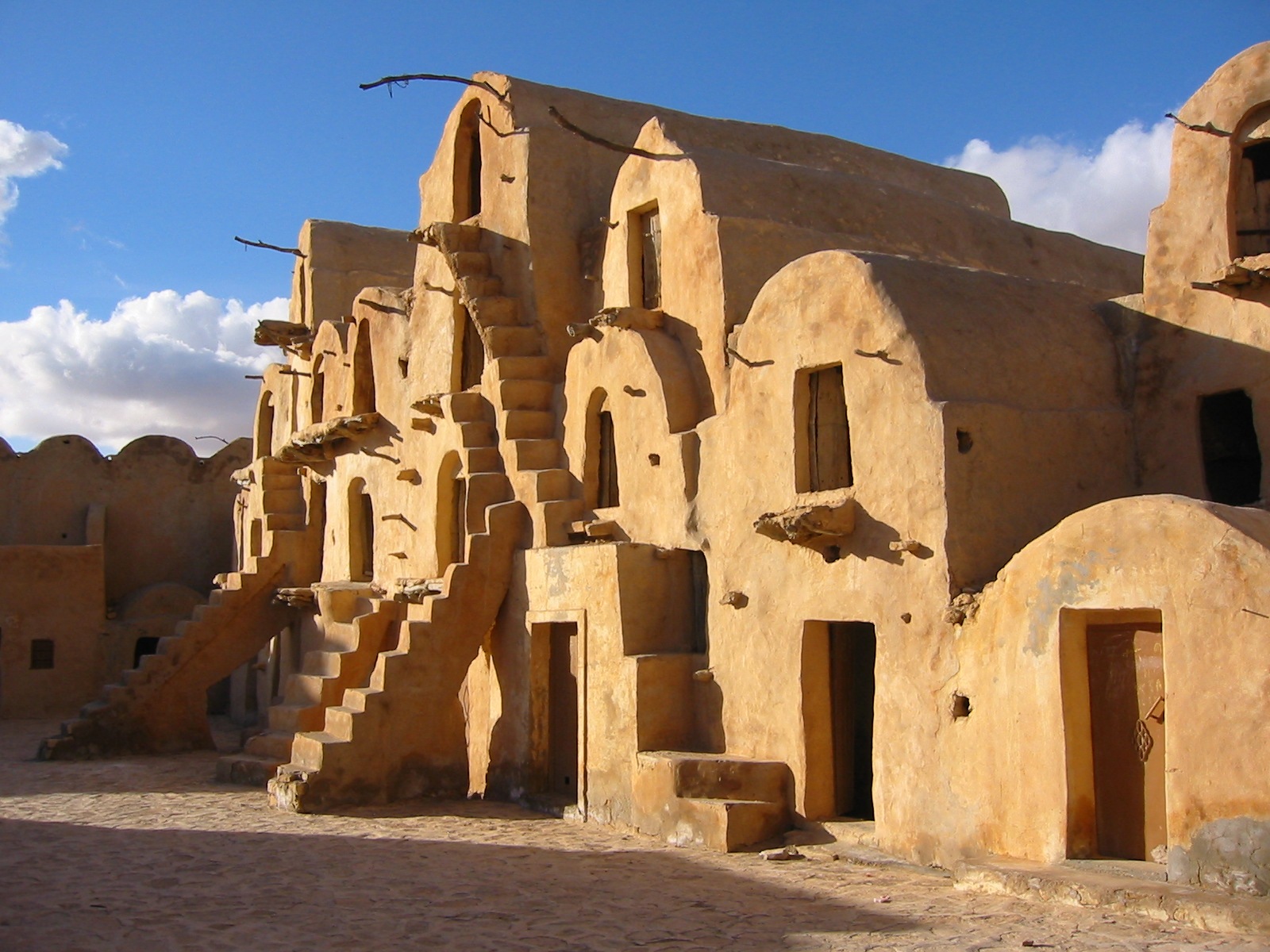
Ksar bei Ouled Soltane in Tunesien

Abgesehen davon hat die Djeffara auch touristische Reize. In der Djeffara befinden sich etliche, teils gut erhaltene, Forts und Ruinen, etwa in Naoura, Sidi Ahmed Chaouch, Ras Jedir, Henchir Al-Diab und Henchir Al-Menafaa. 
In der südlichen tunesischen Djeffara kann man Ksur, die bekannten Speicherburgen der Berber besuchen, z. B. in Bir Beni Mahira, Ouled Aoun, Ksar Morra oder Ksar Retbet Al-Krachaoua. In Gigthis gibt es zudem römische Ausgrabungen. 
In Libyen liegen die von der UNESCO zum Weltkulturerbe ernannten Ausgrabungen von Sabratha.